# 1903 au cinéma
| Années du cinéma : 1900 - 1901 - 1902 - 1903 - 1904 - 1905 - 1906    |
| Décennies du cinéma : 1870 - 1880 - 1890 - 1900 - 1910 - 1920 - 1930 |

Cet article présente les faits marquants de l'année 1903 au cinéma.

## Événements
- Les propriétaires de salles fixes, dites Nickel-Odéon (on paye un nickel pour 15 minutes de projection) se sont concentrés à New York.
- En France, rude concurrence entre Pathé et Gaumont.

## Principaux films de l'année
- 15 juin : Le Vol du grand rapide (The Great Train Robbery), premier grand western, réalisé par Edwin Stanton Porter.
- Sortie du western Kit Carson, un film de vingt-et-une minutes comportant onze tableaux.

## Principales naissances
- 23 janvier : Grigori Aleksandrov, réalisateur russe († 16 décembre 1983).
- 16 février : André Berthomieu, réalisateur français († 10 avril 1960).
- 9 avril : Ward Bond, acteur américain († 5 novembre 1960).
- 3 mai : Bing Crosby, (Herry L. Crosby), acteur et chanteur américain († 14 octobre 1977).
- 6 mai : Paul Azaïs, acteur français († 17 novembre 1974).
- 8 mai : Fernandel (Fernand Contandin), comédien français († 26 février 1971).
- 29 mai : Bob Hope, acteur américain († 27 juillet 2003).
- 15 juin : Karl Kamb scénariste († 1er février 1988).
- 21 juin : Alf Sjöberg, cinéaste suédois († 17 avril 1980).
- 5 août : Claude Autant-Lara, cinéaste français († 5 février 2000).
- 16 août : Hal Conklin, scénariste américain († mars 1979).
- 19 août : Claude Dauphin, comédien français († 16 novembre 1978).
- 15 septembre : Alexeï Kapler, cinéaste soviétique († 11 septembre 1979).
- 12 décembre : Yasujirō Ozu, cinéaste japonais († 12 décembre 1963).